# Kastoria
Kastoria (grekiska: Καστοριά; bul. och mak.: Костур, Kostur) är en stad i kommunen Dimos Kastoria i utkanten av Västra Makedonien i norra Grekland, belägen på en hög udde på västra stranden av sjön Límni Kastorías, i en dal omgiven av kalkstensberg. Den är huvudort i prefekturen Kastoria. Stadens befolkning uppskattades till 16 218 invånare år 2001 (20 660 vid den tidigare folkräkningen 1991). 

## Etymologi
På grekiska betyder "κάστορας (kástoras) bäver - pälshandeln har traditionellt sett varit en viktig ekonomisk inkomstkälla för staden. Andra teorier är att staden fått sitt namn för att ära Kastor eller efter det grekiska ordet kástro som betyder slott. Stadens namn på  bulgariska är "Kostur" som betyder skelett och kommer från det slaviska och indoeuropeiska ordet "kost" som betyder ben.